# Isabel de Madariaga
Isabel Margaret de Madariaga (Glasgow, 27 de agosto de 1919 - Londres, 16 de junio de 2014) fue una historiadora, hija menor de la también historiadora y traductora británica Constance Helen Margaret Archibald y del diplomático y escritor español Salvador de Madariaga. Hermana de Nieves Mathews (nacida Nieves de Madariaga).
Debido a la actividad diplomática de su padre, que la llevó a emprender múltiples viajes y a residir en diferentes países, Isabel recibió una formación cosmopolita en el Instituto Escuela de Madrid, en Francia, Suiza y el Reino Unido, lo que le permitió aprender diversos idiomas y relacionarse con destacados artistas e intelectuales europeos durante su juventud. Tras el estallido de la Guerra de España, su familia se exilió en el Reino Unido y fijó su residencia en Londres. En 1937 Isabel se matriculó en la Escuela de Estudios Eslavos y Europeos del Este (School of Slavonic and East European Studies - SSEES) de la Universidad de Londres (actualmente integrada en el University College London), siendo la primera estudiante femenina de dicha institución. Debido al estallido de la Segunda Guerra Mundial, tuvo que trasladarse a Oxford, donde finalizó sus estudios y obtuvo su titulación académica.
Durante los años de la Segunda Guerra Mundial, trabajó en la BBC, donde conoció al abogado Leonard Schapiro, con quien contraería matrimonio. Terminada la guerra, entró en la London School of Economics, donde se doctoró en 1959 con una tesis sobre las relaciones anglo-rusas durante la Guerra de Independencia de los Estados Unidos, la cual fue publicada bajo el título Britain, Russia and the Armed Neutrality of 1780: Sir James Harris's Mission to St Petersburg during the American Revolution (1962). Posteriormente impartió clases en esa institución y en las Universidades de Sussex y Lancaster, hasta que en 1971 se incorporó a la Escuela de Estudios Eslavos y Europeos del Este, siendo nombrada profesora de estudios rusos en 1982.
Sus trabajos sobre la historia de Rusia la convirtieron en una de las especialistas más relevantes sobre la materia-. Transformó con sus estudios la percepción dominante que se tenía sobre las principales figuras históricas de Rusia y sobre el significado y la importancia de esta nación en la historia europea. Entre su prolífica obra, cabe destacar los títulos Russia in the Age of Catherine the Great (1981), Catherine the Great: A Short History (1990) e Ivan the Terrible (2005), esta última su obra maestra, donde hace un magnífico retrato psicológico del célebre zar y de las claves de la política nacional e internacional de Rusia durante su mandato.
Fue nombrada miembro de la Academia Británica en 1990 y miembro correspondiente de la Real Academia de la Historia en 1991. Aunque pasó la mayor parte de su vida en el Reino Unido, siempre que tenía oportunidad hacía referencia a sus raíces españolas.

## Obras
- Catalina la Grande: la rusa europea. Espasa. 1994. ISBN 978-84-239-2274-1.
- Iván el Terrible. Alianza. 2008. ISBN 978-84-206-9138-1.[6]
- Politics and Culture in Eighteenth-Century Russia: Collected Essays by Isabel de Madariaga (en inglés). Routledge. 17 de junio de 2014. ISBN 9781317881896. Consultado el 26 de diciembre de 2015.